# マフムーデク
マフムード（タタール語: محمود, ラテン文字転写: Mäxmüd, 生年不詳 – 1465年）は、カザン・ハン国の第2代君主（在位：1445年 - 1465年）。ルーシの年代記ではマフムーテク（ロシア語: Мәхмүтәк, タタール語: محموتڪ, ラテン文字転写: Mäxmütäk）と記される。

## 生涯
大オルダの君主でカザン・ハン国の創始者であるウルグ・ムハンマドの長男。若くから父と共にヴォルガ流域の勢力を巡ってルーシの諸公国と戦いを交え、1437年にはベリョーフの戦いでドミトリー・シェミャーカら率いるモスクワ軍を打ち破っている。1445年にはニジニ・ノヴゴロドの併合を画策する父ウルグ・ムハンマドおよび弟のユスフ（ルーシの年代記ではヤクブと記される）と共にカザン軍を率い、スーズダリの戦いでモスクワ大公のヴァシーリー2世を破って捕虜とし、モスクワから膨大な戦利品と20万ルーブルの身代金、ヤサク（貢納金）を手に入れた。父の死後に即位。その頃よりウルグ・ムハンマドの代では大オルダから完全に独立していなかったカザン・ハン国の構造を最終的に整えた。また、カザンの街もヴォルガ中流域という立地を生かして国際的な交易都市へと発展しはじめ、中央アジアやペルシア、ルーシなどの商人が多く集った。
1465年に死去。長男のハリールが後を継いだが早世し、その弟のイブラーヒームが継承した。1977年、カザン・クレムリンにあるスュユンビケ塔の発掘調査中に、マフムードとその孫ムハンマド・エミーンの墓碑と白い石造りのテュルベ（霊廟）が発見されている。

## 参考資料
- レフ・グミリョフ 著、山川五生 訳『「ルーシからロシヤまで」』FTM、2018年9月3日。ISBN 978-5446733002。
- Evgeny Khvalkov (August 3, 2017). The Colonies of Genoa in the Black Sea Region: Evolution and Transformation. Routledge. ISBN 978-1351623063

## 外部リンク

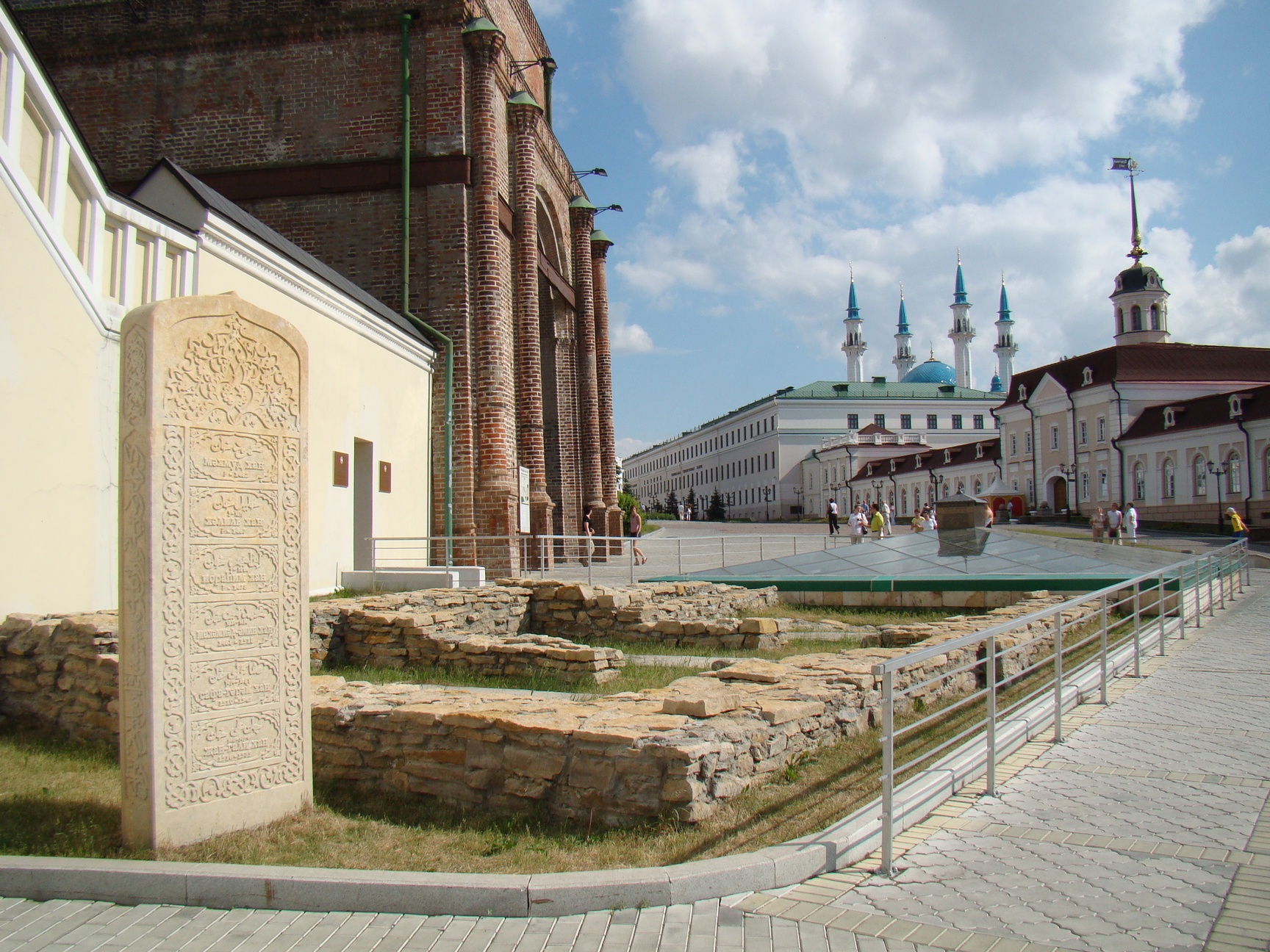
カザン・ハンの霊廟とカザン・クレムリン